# Colin Wilson (historietista)
Colin Wilson (Auckland, Nueva Zelanda, 31 de octubre de 1949) es un dibujante de cómic e ilustrador neozelandés.

## Biografía
Empezó a trabajar como ilustrador para agencias de publicidad. En 1980 se mudó a Inglaterra con su esposa y colorista Janet Gale, entrando en el equipo de dibujantes de la famosa historieta de ciencia ficción Judge Dredd, publicada en la revista 2000 AD.
Gracias a una publicación para la editorial francesa Glénat, titulada Dans l'ombre du soleil, entró en contacto con Jean-Michel Charlier y Jean Giraud, para los que ilustró cinco aventuras de La juventud de Blueberry, publicadas entre 1987 y 1994. Para el mercado francés dibujó también las series Thunderhawks y Los Angeles.
En 1997 se transladó a Australia. Siguió su colaboración con 2000 AD, para la que dibujó Rain Dogs con guion de Gordon Rennie y Tor Cyan con John Tomlinson y Kevin Walker.
Para el mercado italiano realizó un álbum especial del wéstern Tex de la editorial Bonelli, escrito por Claudio Nizzi.
Entre sus obras para Estados Unidos, destacan Point Blank, con guion de Ed Brubaker, y Star Wars: Invasion, de Tom Taylor.